# Jez Grand Coulee
Jez Grand Coulee (ang. Grand Coulee Dam) je velik gravitacijski jez na reki Kolumbija. Nahaja se v zvezni državi Washington, ZDA. Uporablja se za generiranje elektrike in namakanje. Gradnja se je začela leta 1933, odprli so ga leta 1942. Leta 1974 so dogradili še tretjo elektrarno in tako povečali kapaciteto. Grand Coulee je s 6,8 GW največja elektrarna v ZDA.

## Specifikacije:
- Tip jezu: betonski gravitacijski jez
- Višina: 168 m
- Dolžina: 1592 m
- Širina: 9 m (na vrhu), 152 m (baza)
- Volumen jezu: 9155942 m3
- Kapaciteta izliva: 28317 m3/s
- Rezervoar (jezero): Franklin Delano Roosevelt Lake
- Kapaciteta jezera: 12 km3
- Površina jezera: 324 km2
- Lovilno področje: 191918 km2

- Elektrarna:
- Hidravlični padec: 116 m
- 27 × Francisovih turbin s skupno močjo 6809 MW
- 6 × črpalk
- Letna proizvodnja električne energije : 21 TWh (21 milijard KWh)